# Pastovce
Pastovce este o comună slovacă, aflată în districtul Levice din regiunea Nitra. Localitatea se află la altitudinea de 120 m deasupra n.m., se întinde pe o suprafață de 12,86 km2 și în 2017 număra 487 de locuitori.
Localitatea este înfrățită cu Veresegyház.

## Istoric
Localitatea Pastovce este atestată documentar din 1135.

## Demografie
| An:                | 1994 | 2004   | 2014   | 2024   |
| ------------------ | ---- | ------ | ------ | ------ |
| Număr de persoane: | 561  | 544    | 503    | 479    |
| Diferență:         |      | −3,03% | −7,53% | −4,77% |

| An:                | 2023 | 2024   |
| ------------------ | ---- | ------ |
| Număr de persoane: | 487  | 479    |
| Diferență:         |      | −1,64% |